# Ministerratsdienst
Der Ministerratsdienst ist die Koordinationsstelle der Österreichischen Regierung für die Zusammenkünfte des Ministerrats, dem Gremium von Bundeskanzler, Vizekanzler, den Bundesministern und Staatssekretären, und Verbindungsdienst zwischen den Ministerien und mit dem Parlament. Die Stabsstelle ist der Ministerratsdienst im  Bundeskanzleramt.

## Funktion und Stellung
Der Ministerrat ist das oberste beschlussfassende Gremium der Regierung, wenn es um Angelegenheiten geht, die über die Weisungsfreiheit eines Ministers hinausgehen. Zur Koordination der Sitzungen und der Regierungszusammenarbeit ist am Bundeskanzleramt der Ministerratsdienst eingerichtet. Daneben verfügt auch jedes einzelne Ministerium über eine entsprechende Abteilung.

### Allgemeine Aufgaben
Die Funktionen des Ministerratsdiensts umfassen:
- Vorbereitende Akte im Zusammenhang mit den Tagungen des Nationalrates und der Einberufung der Bundesversammlung
- Erstellung von Antwortentwürfen für parlamentarische Anfragen an den Bundeskanzler und an die Bundesregierung einschließlich der Koordination der Beantwortung
- Erstellung von Antwortentwürfen für Schreiben an die Bundesregierung (Resolutionen)
- Agieren als Verbindungsstelle mit dem Parlament und den anderen Bundesministerien

### Ministerratsdienst im Bundeskanzleramt
Der Ministerratsdienst im Bundeskanzleramt übernimmt die Funktion des „Amtes der Bundesregierung“, da der Gesamtregierung, anders als bei den anderen obersten Organen des Bundes, keine eigene Verwaltungsbehörde beigestellt ist.
Besondere Aufgaben des Ministerratsdienstes am Bundeskanzleramt:
- Vorbereitung (Erstellung der Tagesordnung, Ministerratsmaterial), Protokollführung sowie Nachbereitung der wöchentlichen Ministerratssitzungen
- Vorbereitende Akte im Zusammenhang mit der Neu- oder Umbildung der Bundesregierung sowie der Ministervertretungen, der Ernennung der Mitglieder des Verfassungsgerichtshofes (VerfGH), der Mitglieder der Bezügekontrollkommission (Kommission nach Art. 59b Abs. 1 B-VG)[3] und des Präsidenten, Vizepräsidenten, der Mitglieder des Direktoriums und der Generalräte der Österreichischen Nationalbank (OeNB), sowie der Ernennung bestimmter Organe der Finanzmarktaufsicht (FMA)
- Personalangelegenheiten der Mitglieder der Bundesregierung einschließlich Angelegenheiten der Bezüge, Vollziehung des Bundesbezügegesetzes und des Bezügegesetzes hinsichtlich der Bundesminister und Staatssekretäre; sowie der außerordentlichen Versorgungsleistungen und Versorgungsgenüsse, die vom Bundespräsidenten zuerkannt werden
- Angelegenheiten des Unvereinbarkeitsgesetzes, Verlautbarung der Mitteilung des Unvereinbarkeitsausschusses über Unternehmen, an die nach dem Unvereinbarkeitsgesetz keine Aufträge erteilt werden dürfen in der Wiener Zeitung
- Erstellung von Ministerratsvorträgen, mit denen der Bundesregierung Rechnungshofberichte zur Kenntnis gebracht werden;
- Vorbereitung der Akte für die Verleihung von Ehrenzeichen an Mitglieder der Bundesregierung (Staatssekretäre) und Landeshauptleute

In der Bundesregierung Faymann I wurde der Ministerratsdienst insofern aufgewertet, als mit Josef Ostermayer ein eigener Staatssekretär für die Regierungskoordination ernannt wurde, insbesondere in Zusammenhang mit der Transparenzdebatte zu Politikergehältern.

### Ministerratsdienste der Bundesministerien
Ministerratsdienste der Ministerien (Stand Mai 2019):
- Arbeits-, Sozial- und Gesundheitsministerium (BMASGK) Abteilung A/4 (Rechtskoordination und Verbindungsdienste)[4]
- Innenministerium (BMI) Referat III/1/b (Ministerratsdienst)[5]
- Nachhaltigkeits- und Tourismusministerium (BMNT) Zentraler Rechtsdienst, RD3 (Parlaments- und Ministerratsdienst)[6]
- Verkehrsministerium (BMVIT) Abteilung I/Präsidium 3 (Recht und Koordination)[7]

Bei den anderen Ministerien ist der Ministerratsdienst im Allgemeinen im Kabinett des Ministers oder der allgemeinen Koordinationsstelle angesiedelt.

## Medien
- Ministerratsdienst, Artikel in Gebärdensprache, oegsbarrierefrei.at